# Elanders

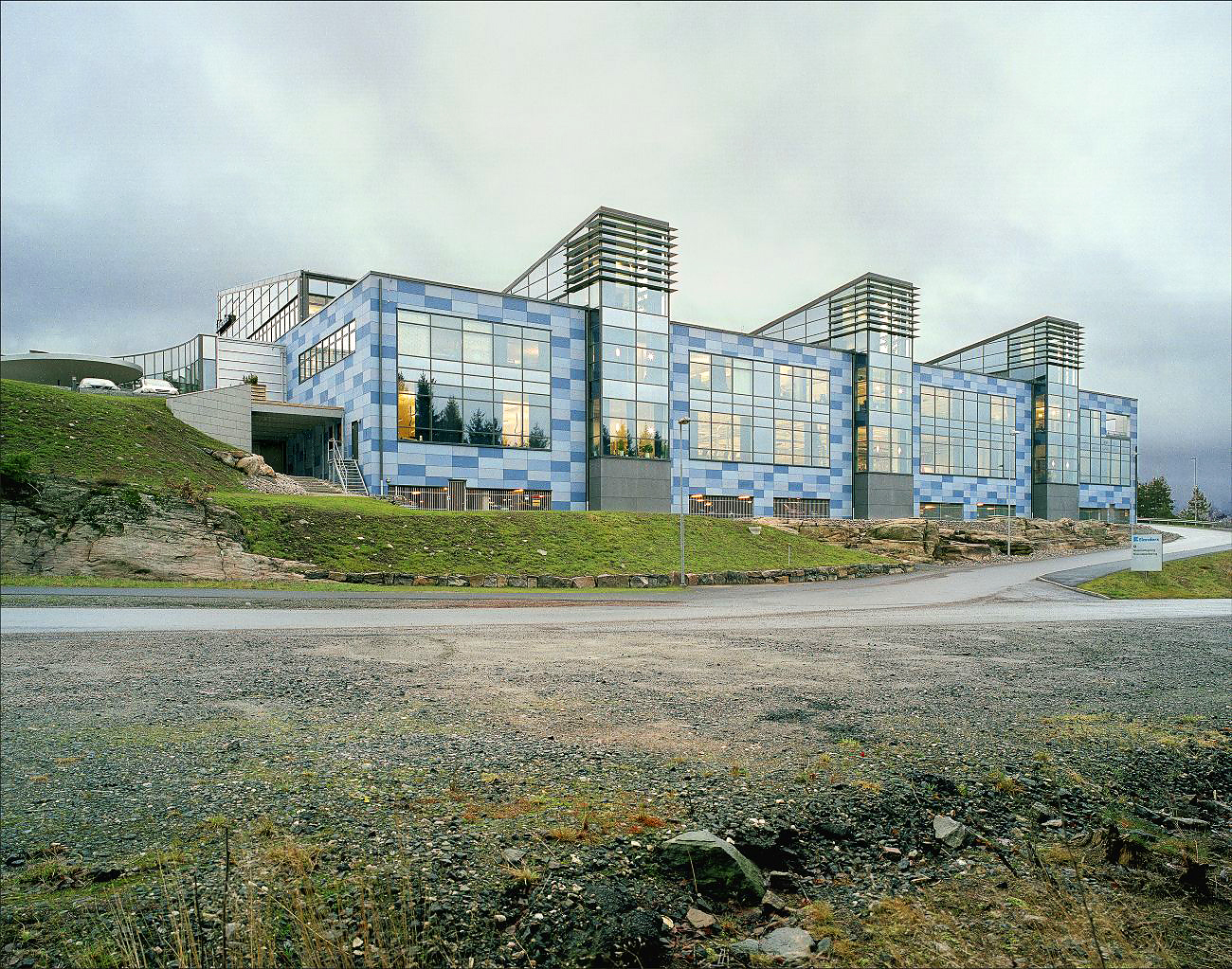
Elanders mediahus i Mölnlycke, december 2004

Elanders är en global grafisk koncern, grundad 21 april 1908 av Otto Elander, Nils Hellner och Emil Ekström. Historiskt är företaget mest känt som producent av telefonkataloger, vilket var huvudinriktningen under förra seklet. Bolaget, som tidigare var helägt av familjen Elander, är sedan 1989 noterat på Stockholmsbörsen och har sedan 1997 kontrollerats av industrimannen Carl Bennet via Carl Bennet AB, som har omstrukturerat koncernen och dess inriktning. År 2024 omsatte koncernen cirka 14 miljarder kronor och sysselsatte cirka 7 500 anställda i ett 20-tal länder på fyra kontinenter.

## Historia
Det var konstförvanten N. J. Björkman och lantbrukaren Victor Fischer som i oktober 1877 startade ett tryckeri under namnet Fischer & Björkmans Boktryckeri-Aktiebolag, beläget vid Norra Hamngatan 32 i Göteborg. Björkman gick ur firman 1878, då Victor Fischer övertog tryckeriet för egen räkning och i eget namn. Det ägdes en kort tid av grosshandlaren Henrik Magnus Hildemar Bolander, men återtogs snart av Fischer. Fischers tryckeri övertogs den 14 maj 1901 av Otto Elander, som efter en period (1887-1897) i USA fått inspiration samt insyn i principerna av katalogtryck och dess möjligheter. Elander förvärvade samtidigt tidningen Nyaste Snällposten, med redaktion och sätteri på Norra Hamngatan i Göteborg. Nyaste Snällposten var en veckotidning för Göteborgsområdet med aktuella ämnen.
Den 5 december 1907 utkom första numret av veckotidningen Tidsfördrif, som blev kvar i Elanders ägo, och utkom oavbrutet fram till nedläggningen 1964.
Elanders Boktryckeri AB bildades den 21 april 1908 av Otto Elander, Emil Ekström och Nils Hellner. Verksamheten flyttades till Kungsgatan 18, och den 12 augusti 1911 meddelades att Elanders Boktryckeriaktiebolag övertagit Otto Elanders boktryckeri med Hellner som ansvarig. År 1912 sysselsatte man över 125 personer och hade en omsättning på 400 000 kronor.
Elanders första styrelse bestod av ordföranden Otto Elander, verkställande direktören Nils Hellner (1871-1939) och ledamoten Emil Ekström (1872-1927). Dessa köpte 1912 fastigheten Norra Allégatan 2/Pusterviksgatan 3 i stadsdelen Pustervik, vid Järntorget, dit tryckeriverksamheten flyttades samma år. Själva tryckeriet låg till en början i ett gårdshus. Företaget expanderade häftigt och köpte efter hand fler fastigheter i kvarteret Regeringen: Norra Allégatan 2, 3, 4 och 5 och bakfastigheterna Pusterviksgatan 3, 5, 7 och 9. I olika omgångar byggdes dessa fastigheter om och år 1949 startade man ett sexårigt ombyggnadsprogram, som resulterade i ett stort tryckerikomplex längs Norra Allégatan. I början av 1950-talet utvidgades företaget avsevärt, och antalet anställda översteg 200. Omsättningen uppgick år 1960 till 7 miljoner kronor. Elanders behövde expandera och under perioden 1 juli − 5 oktober 1972 flyttade man till nya lokaler, strax norr om Kungsbackas innerstad. Dessa lokaler hade tidigare nyttjats av EA Rosengrens som tillverkade säkerhetsskåp samt innan dess av Karlaverken som bland annat tillverkade hytter till lastbilar.
Elanders fastigheter i Pustervik såldes 27 april 1973 till L. Joh. Larsson & Co Byggnads AB, som även svarade för Elanders nybyggnationer i Kungsbacka. 
Otto Elander var chef för firman ända till sin död 1944, då ledningen övertogs av sonen Douglas Elander (1899-1962) och efter dennes bortgång av sonen Per Elander (1929-1993).

## Katalogernas betydelse
Medan Wezäta-Melins varit det största boktryckeriföretaget i Göteborg — med bland annat bindningen av telefonkatalogen för hela landet som specialitet — växte Elanders tryckeri under 1900-talets första decennier fram som den näst största firman i boktryckeribranschen. Särskilt stor betydelse för företagets utveckling har den svenska telefonkatalogen haft. Med start 1908 trycktes den på Elanders tryckeri, och bindningen utfördes sedan 1908 hos Gustaf Melins AB. Redan utgåvan 1909 omfattade 2 000 sidor i 260 000 exemplar.  
Elanders köpte upp det tidigare Esselteägda Wezäta 1989 och flyttade katalogbinderiet till Kungsbacka under 1990, där produktionen av bland annat telekataloger fortsatte i Elanders regi, intill att tryckeriet såldes under 2007 och ombildades till Kungsbacka Graphic AB.

## Nutid
Elanders erbjuder idag ett brett tjänsteutbud samt helhetslösningar inom supply chain management. Elanders har idag sitt huvudkontor i Mölndal utanför Göteborg.